# Pachylembia taxcoensis
Pachylembia taxcoensis is een insectensoort uit de familie Archembiidae, die tot de orde webspinners (Embioptera) behoort. De soort komt voor in Mexico (Guerrero).
Pachylembia taxcoensis is voor het eerst wetenschappelijk beschreven door Ross in 1984.